# Vladímir Rokhlin
Vladímir Rokhlin   (Bakú, 23 d'agost de 1919 - Sant Petersburg, 3 de desembre de 1984) va ser un matemàtic soviètic.

## Vida i obra
Fill d'una família jueva benestant, la seva mare, que era metgessa, va morir tràgicament el 1923 i el seu pare va ser víctima de l'estalinisme i va ser detingut el 1939 i condemnat a mort el 1941; un germà de la seva mare era el conegut escriptor Kornei Txukovski.
Rokhlin va acabar els estudis secundaris a Alma Ata el 1935, amb una carta de recomanació del seu professor de matemàtiques. Per la seva edat, només setze anys, va obtenir un permís especial per ingressar a la universitat Estatal de Moscou, en la qual es va graduar el 1940 i va començar estudis de postgrau que van ser interromputs per la invasió alemanya. El juliol de 1941 es va allistar al Cos de Voluntaris del Poble de Moscou i després va ser soldat al 995é Regiment d'Artilleria, però malauradament va ser capturat l'octubre de 1941 i va ser presoner de guerra gairebé tota la Segona Guerra Mundial. El maig de 1945 va ser deportat a un camp d'antics presoners de guerra a la República Soviètica de Komi i no va poder tornar a Moscou fins al 1947, gràcies a la intervenció al seu favor dels seus professors Andrei Kolmogórov i Lev Pontryagin. Aquest mateix any va defensar la seva tesi doctoral, dirigida per Abraham Plessner, sobre els espais de Lebesgue i els seus automorfismes.
Des de 1947 fins a 1951 va ser investigador a l'Institut de Matemàtiques Steklov de Moscou. Malgrat els seus mèrits evidents, no va obtenir cap plaça acadèmica a la ciutat de Moscou i es va veure obligat a acceptar una plaça de professor a l'Institut Forestal d'Arkhànguelsk on va estar fins al 1955 quan es va traslladar a la més propera ciutat d'Ivànovo per a ser professor d'anàlisi matemàtica a l'Institut Pedagògic. Des de 1957 fins a 1960 va ser professor de matemàtiques de l'Institut Socio-Humanitari Regional a la ciutat de Kolomna, molt a la vora de Moscou, cosa que li va permetre dirigir simultàniament un seminari de teoria ergòdica a la universitat estatal de Moscou.
Finalment, el 1960, a instàncies del geòmetra Nicolai Efimov i del rector Aleksandr Danílovitx Aleksàndrov, va ser contractat per la universitat Estatal de Leningrad en la qual va romandre fins a la fi dels seus dies, rebent el reconeixement que se li havia negat fins aleshores per ser jueu, antic presoner de guerra i fill d'un "enemic del poble".